# District historique de Whitinsville
Le district historique de Whitinsville – ou Whitinsville Historic District en anglais – est un district historique américain dans le comté de Worcester, dans le Massachusetts. Inscrit au Registre national des lieux historiques depuis le 7 avril 1983, il est protégé au sein du Blackstone River Valley National Historical Park depuis la création de ce dernier en 2014.